# 金额叶鹎

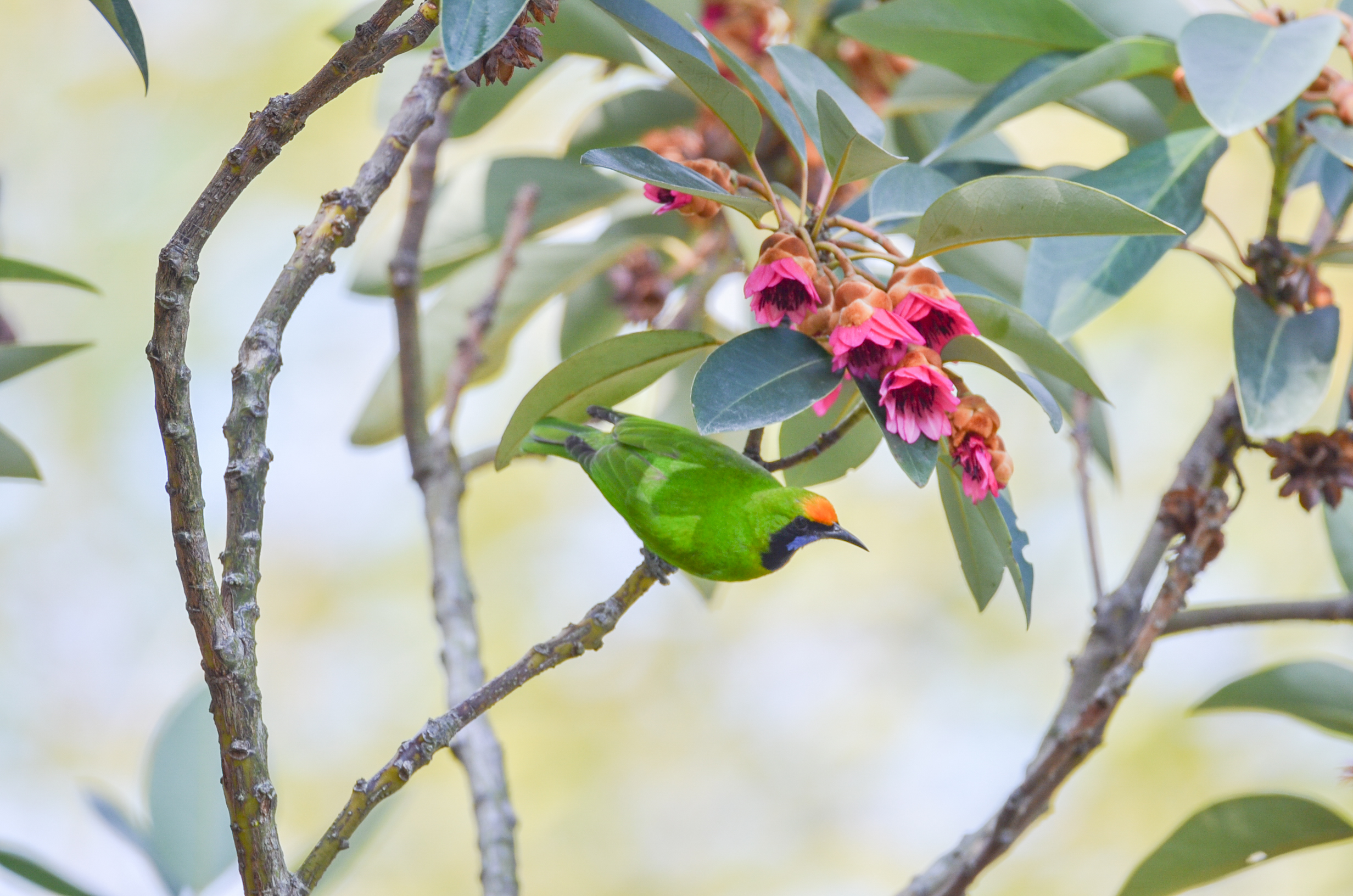
金額葉鵯

金额叶鹎（学名：Chloropsis aurifrons）为葉鵯科叶鹎属的鸟类。分布于斯里兰卡、印度半岛、经喜马拉雅山脉至中南半岛、印度尼西亚以及中国大陆的云南等地，一般栖息于海拔约1600米以下的开阔常绿阔叶林。该物种的模式产地在印度卡恰尔Cachar。

## 亚种
- 金额叶鹎云南亚种（学名：Chloropsis aurifrons pridii）。分布于缅甸、老挝、泰国以及中国大陆的云南等地。该物种的模式产地在泰国西北部DoiAngKa或DoiInthanon。[2]

## 外部連結
香港自然生態論壇（金額葉鵯） （页面存档备份，存于）